# Lyudmila Rudenko
Lyudmila Vladimirovna Rudenko (tiếng Nga: Людми́ла Влади́мировна Руде́нко, tiếng Ukraina: Людмила Володимирівна Руденко; 27 tháng 7 năm 1904 - 4 tháng 3 năm 1986) là một kỳ thủ cờ vua Liên Xô và là nhà vô địch cờ vua nữ thế giới thứ hai, từ năm 1950 đến 1953.
Bà đã được trao các danh hiệu FIDE International Master (IM) và Woman International Master (WIM) năm 1950, và Woman Grandmaster (WGM) năm 1976. Bà là người phụ nữ đầu tiên được trao danh hiệu kiện tướng quốc tế. Rudenko cũng là nhà nữ vô địch Liên Xô năm 1952.